# Pachrodema abnormis
Pachrodema abnormis är en skalbaggsart som beskrevs av Moser 1918. Pachrodema abnormis ingår i släktet Pachrodema och familjen Melolonthidae. Inga underarter finns listade i Catalogue of Life.